# Pacto de Varsóvia
A Organização do Tratado de Varsóvia (OTV), oficialmente o Tratado de Amizade, Cooperação e Assistência Mútua, comumente conhecido como Pacto de Varsóvia (PV), foi uma aliança militar assinada em Varsóvia, Polônia, entre a União Soviética e sete outras repúblicas socialistas do Bloco Oriental da Europa Central e Oriental em maio de 1955, durante a Guerra Fria. O Pacto de Varsóvia foi o complemento militar do Conselho para Assistência Econômica Mútua (CoMEcon), a organização econômica regional dos Estados socialistas europeus. O acordo foi criado em reação à integração da Alemanha Ocidental na Organização do Tratado do Atlântico Norte (OTAN) em 1955, conforme as Conferências de Londres e Paris de 1954.

Dominado pela União Soviética, o Pacto de Varsóvia foi estabelecido como um equilíbrio de poder ou contrapeso à OTAN. Não houve confronto militar direto entre as duas organizações; em vez disso, o conflito foi travado numa base ideológica e em guerras por procuração. Tanto a OTAN como o Pacto de Varsóvia levaram à expansão das forças militares e à sua integração nos respectivos blocos. Seu maior envolvimento militar foi a invasão da Tchecoslováquia pelo Pacto de Varsóvia em agosto de 1968 (com a participação de todas as nações do Pacto, exceto Albânia e Romênia), que, em parte, resultou na retirada da Albânia do Pacto menos de um mês depois. O Pacto começou a se desfazer com a propagação das Revoluções de 1989 pelo Bloco Oriental, começando com o Movimento Solidariedade na Polônia, seu sucesso eleitoral em junho de 1989 e o Piquenique Pan-Europeu em agosto de 1989.
A Alemanha Oriental retirou-se do Pacto após a reunificação alemã em 1990. Em 25 de fevereiro de 1991, em uma reunião na Hungria, o Pacto foi declarado encerrado pelos ministros da Defesa e das Relações Exteriores dos seis estados membros restantes. A própria URSS foi dissolvida em dezembro de 1991, embora a maioria das ex-repúblicas soviéticas tenham formado a Organização do Tratado de Segurança Coletiva pouco depois. Nos 20 anos seguintes, os países do Pacto de Varsóvia fora da URSS aderiram à OTAN (Alemanha Oriental por meio de sua reunificação com a Alemanha Ocidental; e a República Tcheca e a Eslováquia como países separados), assim como os Estados bálticos que faziam parte da União Soviética.

## História

### Origens

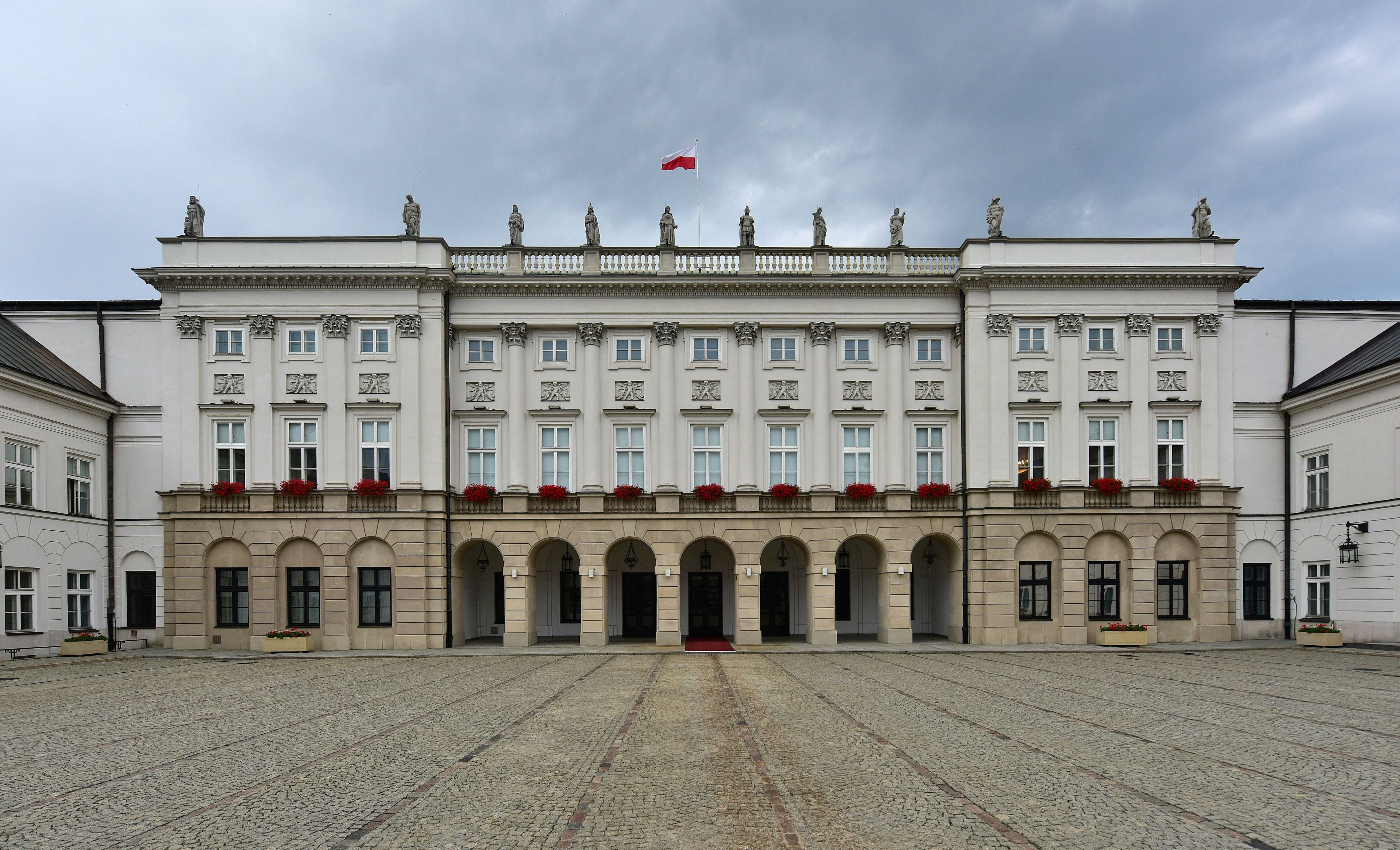
O Palácio Presidencial em Varsóvia, Polônia, onde o Pacto de Varsóvia foi estabelecido e assinado em 14 de maio de 1955

Antes da criação do Pacto de Varsóvia, a liderança da Checoslováquia, com medo de uma Alemanha rearmada, procurou criar um pacto de segurança com a Alemanha Oriental e a Polônia. Esses Estados protestaram fortemente contra a remilitarização da Alemanha Ocidental. O Pacto de Varsóvia foi estabelecido como consequência do rearmamento da Alemanha Ocidental dentro da OTAN. Os líderes soviéticos, como muitos países europeus de ambos os lados da Cortina de Ferro, temiam que a Alemanha voltasse a ser uma potência militar e uma ameaça direta. As consequências do militarismo alemão permaneceram uma memória fresca entre os soviéticos e os europeus orientais. Como a União Soviética já tinha presença armada e dominação política em todos os seus Estados satélites do leste, o Pacto foi considerado "supérfluo" e por causa da maneira apressada em que foi concebido, funcionários da OTAN o rotularam como um 'castelo de papelão'.

A Cortina de Ferro, em preto
Membros do Pacto de Varsóvia
Membros da OTAN
Países militarmente neutros
Iugoslávia, membro do Movimento Não Alinhado
O ponto preto representa Berlim Ocidental. A Albânia reteve seu apoio ao Pacto de Varsóvia em 1961 devido à ruptura soviético-albanesa e se retirou formalmente em 1968.

A URSS, temendo a restauração do militarismo alemão na Alemanha Ocidental, sugeriu em 1954 que se juntasse à OTAN, mas isso foi rejeitado pelos Estados Unidos e Reino Unido.
O pedido soviético de adesão à OTAN surgiu após a Conferência de Berlim de janeiro-fevereiro de 1954. O ministro das Relações Exteriores soviético Molotov fez propostas para a reunificação da Alemanha  e eleições para um governo pan-germânico, sob condições de retirada dos exércitos das quatro potências e neutralidade alemã, mas todas foram recusadas pelos outros ministros de relações exteriores: Dulles (EUA), Eden (Reino Unido) e Bidault (França). As propostas para a reunificação da Alemanha não eram novidade: mais cedo, em 20 de março de 1952, as conversas sobre uma reunificação alemã, iniciadas pela chamada 'Nota de Stalin', terminaram depois que o Reino Unido, a França e os Estados Unidos insistiram que uma Alemanha unificada não deve ser neutra e deve ser livre para aderir à Comunidade Europeia de Defesa (EDC, sigla em inglês) e se rearmar. James Dunn (EUA), que se reuniu em Paris com Eden, Adenauer e Robert Schuman (França), afirmaram que "o objetivo deve ser evitar discussões com os russos e pressionar a Comunidade Europeia de Defesa". De acordo com John Gaddis "havia pouca inclinação nas capitais ocidentais para explorar esta oferta" da URSS. Enquanto o historiador Rolf Steininger afirma que a convicção de Adenauer de que "neutralização significa sovietização" foi o principal fator na rejeição das propostas soviéticas, Adenauer também temia que a unificação alemã pudesse ter resultado no fim da principal força política da CDU no Bundestag alemão.
Consequentemente, Molotov, temendo que a EDC fosse dirigida no futuro contra a URSS e "procurando impedir a formação de grupos de Estados europeus dirigidos contra os outros Estados europeus", fez uma proposta para um Tratado Geral Europeu de Segurança Coletiva na Europa "aberta a todos os Estados europeus sem levar em conta seus sistemas sociais" que incluiria a Alemanha unificada (tornando assim a EDC obsoleta). Mas Eden, Dulles e Bidault se opuseram à proposta.
Um mês depois, a proposta de Tratado Europeu foi rejeitada não apenas pelos partidários da EDC, mas também pelos oponentes ocidentais da Comunidade de Defesa Europeia (como o líder gaullista francês Gaston Palewski) que o consideraram "inaceitável em sua forma atual porque exclui os EUA da participação no sistema de segurança coletiva na Europa". Os soviéticos então decidiram fazer uma nova proposta aos governos dos EUA, Reino Unido e França para aceitar a participação dos EUA na proposta de Acordo Geral Europeu. Como outro argumento utilizado contra a proposta soviética era que ela era percebida pelas potências ocidentais como "dirigida contra o Pacto do Atlântico Norte e sua liquidação", os soviéticos decidiram declarar sua "disposição para examinar conjuntamente com outras partes interessadas a questão da participação da URSS no bloco do Atlântico Norte", especificando que "a admissão dos EUA no Acordo Geral Europeu não deve estar condicionada à concordância das três potências ocidentais com a adesão da URSS ao Pacto do Atlântico Norte".

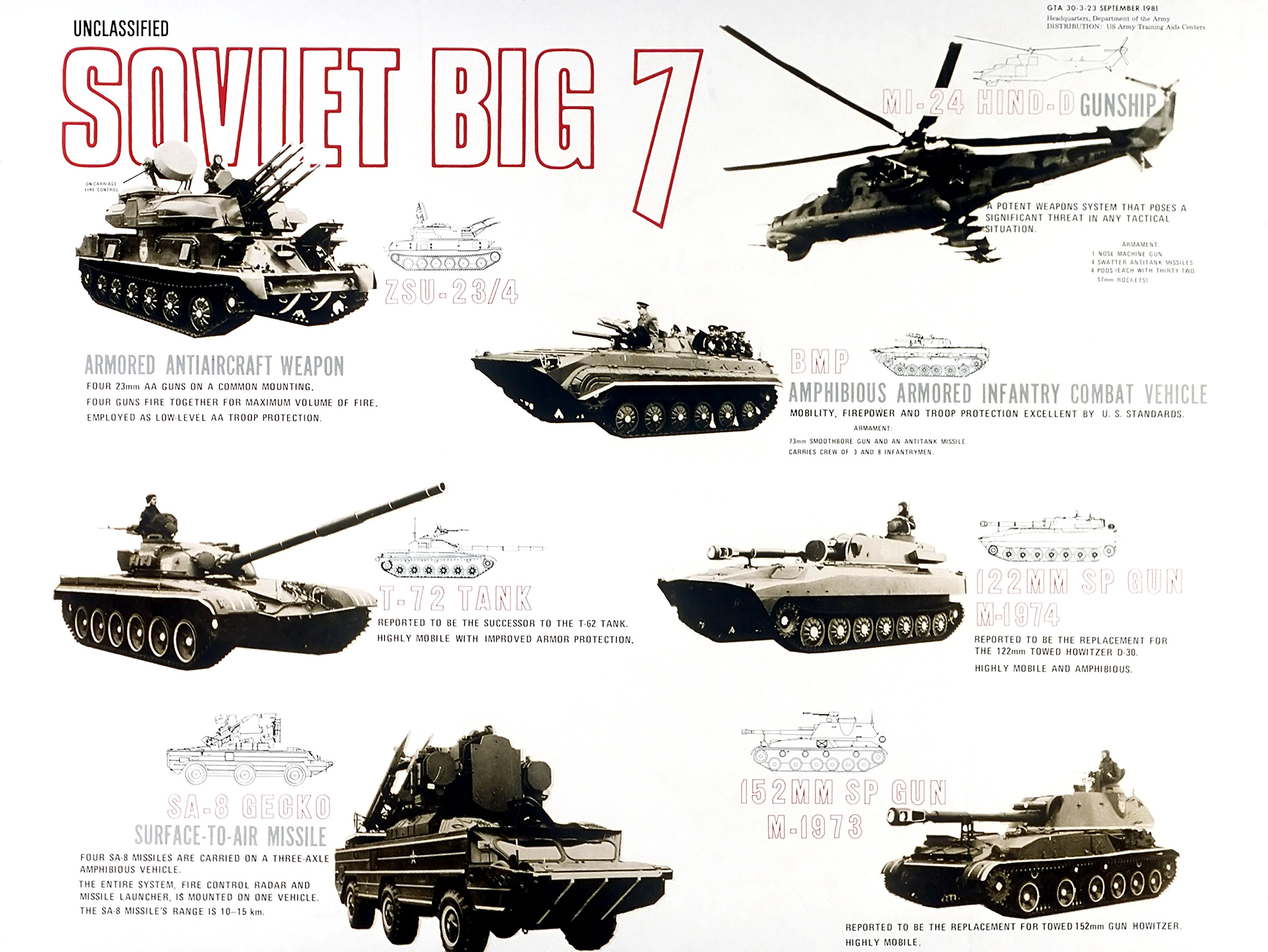
Um cartaz dos "Grandes Sete Soviéticos", exibindo o equipamento dos militares do Pacto de Varsóvia

Mais uma vez, todas as propostas, incluindo o pedido de adesão à OTAN, foram rejeitadas pelos governos do Reino Unido, Estados Unidos e França pouco depois. Emblemática foi a posição do general britânico Hastings Ismay, um feroz defensor da expansão da OTAN. Ele se opôs ao pedido de adesão à OTAN feito pela URSS em 1954 dizendo que "o pedido soviético de adesão à OTAN é como um ladrão impenitente solicitando ingressar na força policial".
Em abril de 1954, Adenauer fez sua primeira visita aos Estados Unidos, conhecendo Nixon, Eisenhower e Dulles. A ratificação da EDC foi adiada, mas os representantes dos EUA deixaram claro a Adenauer que a EDC teria que se tornar parte da OTAN.
As lembranças da ocupação nazista ainda eram fortes e o rearmamento da Alemanha também era temido pela França. Em 30 de agosto de 1954, o Parlamento francês rejeitou a EDC, garantindo assim seu fracasso e bloqueando um objetivo principal da política dos Estados Unidos para a Europa: associar militarmente a Alemanha Ocidental ao Ocidente. O Departamento de Estado dos EUA começou a elaborar alternativas: a Alemanha Ocidental seria convidada a aderir à OTAN ou, no caso do obstrucionismo francês, seriam implementadas estratégias para contornar um veto francês para obter o rearmamento alemão fora da OTAN.[29]

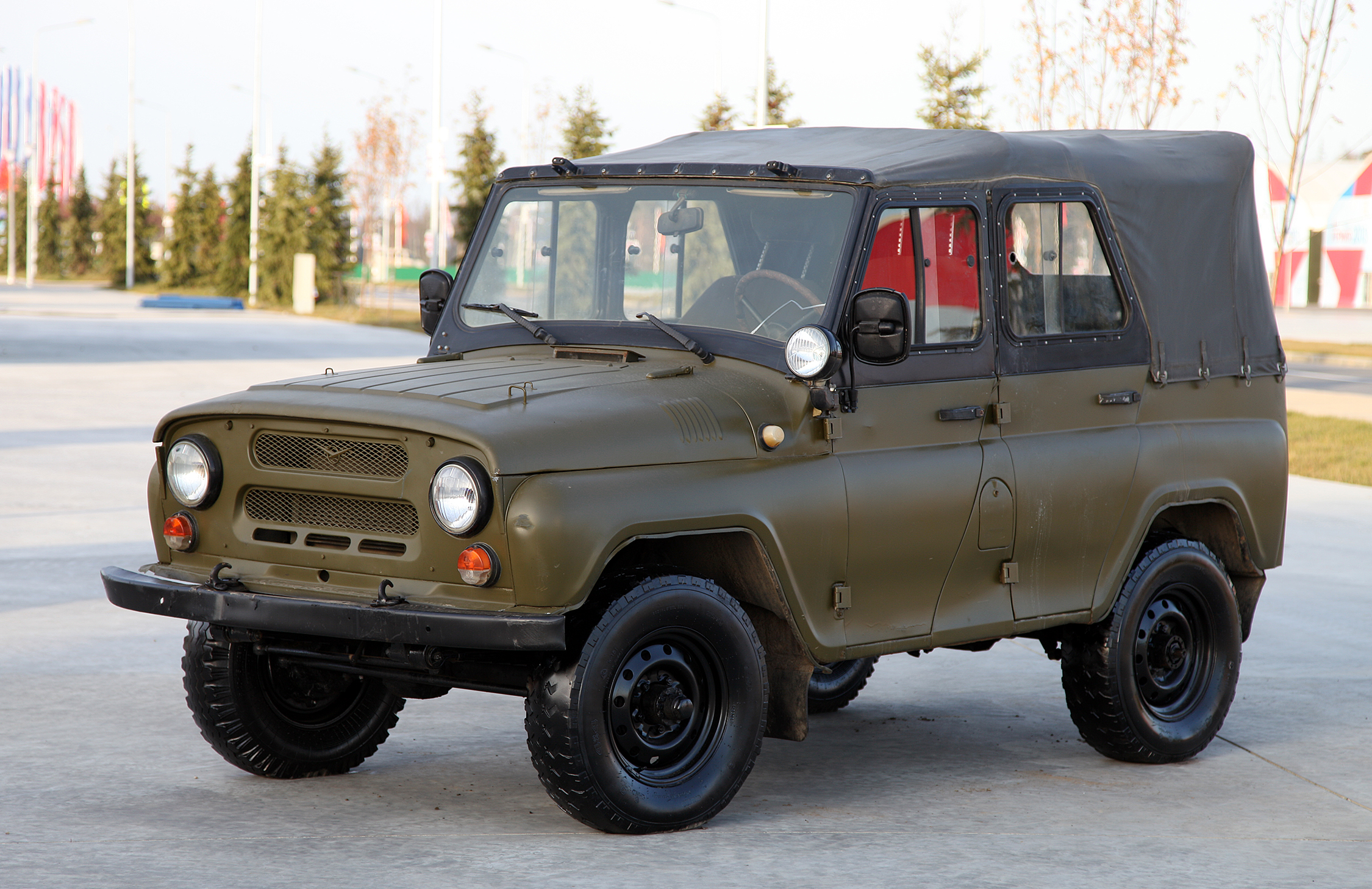
Um típico jipe militar soviético UAZ-469, usado pela maioria dos países do Pacto de Varsóvia

Em 23 de outubro de 1954 foi finalmente decidida a admissão da República Federal da Alemanha ao Pacto do Atlântico Norte. A incorporação da Alemanha Ocidental à organização em 9 de maio de 1955 foi descrita como "um ponto de virada decisivo na história do nosso continente" por Halvard Lange, então ministro das Relações Exteriores da Noruega. Em novembro de 1954, a URSS solicitou um novo Tratado de Segurança Europeu, a fim de fazer uma tentativa final de não ter uma Alemanha Ocidental remilitarizada potencialmente oposta à União Soviética, mas novamente não obteve sucesso.
Em 14 de maio de 1955, a URSS e outros sete países do Leste Europeu "reafirmando seu desejo de estabelecer um sistema de segurança coletiva europeia baseado na participação de todos os Estados europeus, independentemente de seus sistemas sociais e políticos" estabeleceram o Pacto de Varsóvia em resposta à integração da República Federal da Alemanha na OTAN, declarando que: "uma Alemanha Ocidental remilitarizada e a integração desta no bloco do Atlântico Norte [...] aumentam o perigo de outra guerra e constitui uma ameaça à segurança nacional dos Estados pacíficos; [...] nestas circunstâncias, os Estados pacíficos europeus devem tomar as medidas necessárias para salvaguardar a sua segurança".
Um dos membros fundadores, a Alemanha Oriental foi autorizada a se rearmar pela União Soviética e o Exército Nacional do Povo foi estabelecido como as forças armadas do país para combater o rearmamento da Alemanha Ocidental.

### Membros

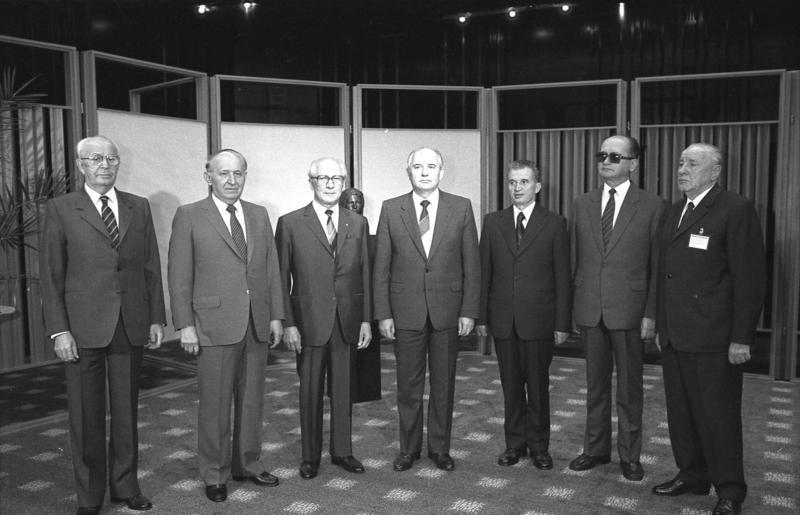
Reunião dos sete representantes dos países do Pacto de Varsóvia em Berlim Oriental em maio de 1987. Da esquerda para a direita: Gustáv Husák, Todor Zhivkov, Erich Honecker, Mikhail Gorbachev, Nicolae Ceaușescu, Wojciech Jaruzelski e János Kádár

Os signatários fundadores do Pacto consistiam nos seguintes governos comunistas:
- República Popular Socialista da Albânia (retirou-se formalmente em 13 de setembro de 1968)
- República Popular da Bulgária[40]
- República Socialista da Tchecoslováquia[40]
- Alemanha Oriental (retirou-se oficialmente em 24 de setembro de 1990 em preparação para Reunificação Alemã, com o consentimento soviético e uma cerimônia "notável, mas dificilmente notada", deixando de existir completamente à meia-noite de 3 de outubro)[41][42][43][44][45]
- República Popular da Hungria (retirou-se temporariamente de 1 a 4 de novembro de 1956 durante a Hungarian Revolution)[40]
- República Popular da Polônia[40]
- República Socialista da Romênia (o único membro não-soviético permanente e independente do Pacto de Varsóvia, tendo se libertado de seu status de satélite soviético no início da década de 1960)
- União Soviética[40]

### Observadores
Mongólia: em julho de 1963, a República Popular da Mongólia pediu para se juntar ao Pacto de Varsóvia sob Artigo 9 do tratado. Por conta da ruptura sino-soviética, no entanto, a Mongólia permaneceu com o estatuto de observador. No que foi a primeira instância de uma iniciativa soviética bloqueada por um membro não soviético do Pacto de Varsóvia, a Romênia bloqueou a adesão da Mongólia ao Pacto de Varsóvia. O governo soviético concordou em estacionar tropas na Mongólia em 1966.
No início, China, Coreia do Norte e Vietnã tinham estatutos de observadores, mas a China se retirou após a ruptura sino-soviética no início dos anos 1960.

### Durante a Guerra Fria

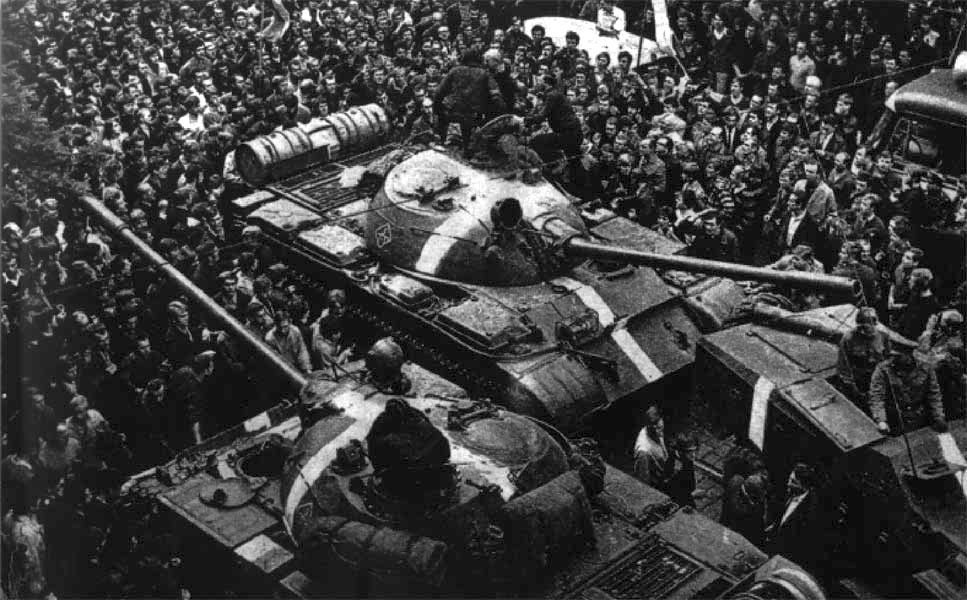
Tanques soviéticos, marcados com cruzes brancas para distingui-los dos tanques da Tchecoslováquia, nas ruas de Praga durante a invasão da Tchecoslováquia pelo Pacto de Varsóvia, 1968

Por 36 anos, a OTAN e o Pacto de Varsóvia nunca travaram guerra diretamente um contra o outro na Europa; os Estados Unidos e a União Soviética e seus respectivos aliados implementaram políticas estratégicas destinadas à contenção um do outro na Europa, enquanto trabalhavam e lutavam por influência dentro da Guerra Fria no cenário internacional, como na Guerra da Coreia, Guerra do Vietnã, invasão da Baía dos Porcos, Guerra Suja, Guerra Cambojana-Vietnamita e outros.
Em 1956, após a declaração do governo de Imre Nagy sobre a retirada da Hungria do Pacto de Varsóvia, as tropas soviéticas entraram no país e removeram o governo. As forças soviéticas esmagaram a revolta nacional, levando à morte de cerca de 2,5 mil cidadãos húngaros.
A única ação conjunta das forças armadas comunistas multinacionais foi a invasão da Tchecoslováquia pelo Pacto de Varsóvia em agosto de 1968. Todos os países membros, com exceção da República Socialista da Romênia e da República Popular da Albânia, participaram da invasão. A República Democrática Alemã forneceu apenas um apoio mínimo.

### Fim da Guerra Fria

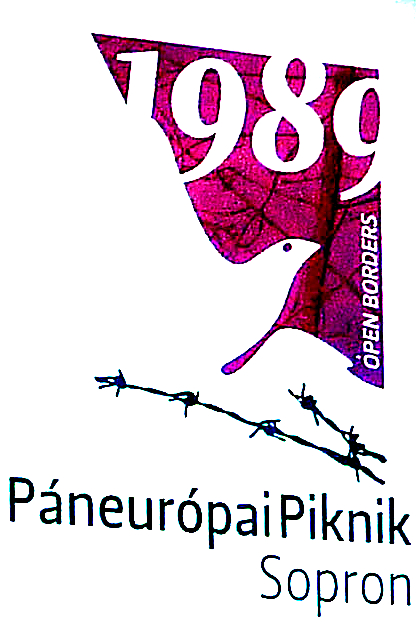
O Piquenique Pan-Europeu aconteceu na fronteira húngara-austríaca em 1989.

Em 1989, o descontentamento popular civil e político derrubou os governos comunistas dos países do Tratado de Varsóvia. O início do fim do Pacto de Varsóvia, independentemente do poder militar, foi o Piquenique Pan-Europeu em agosto de 1989. O evento, que remonta a uma ideia de Otto von Habsburg, causou o êxodo em massa de cidadãos da Alemanha Oriental e a população informada pela mídia da Europa Oriental sentiu a perda de poder de seus governantes e a Cortina de Ferro se rompeu completamente. Embora o novo governo de Solidariedade da Polônia sob Lech Wałęsa inicialmente assegurasse aos soviéticos que permaneceria no Pacto, isso quebrou os suportes da Europa Oriental, que não podiam mais ser mantidos unidos militarmente pelo Pacto de Varsóvia.
Em 25 de fevereiro de 1991, o Pacto de Varsóvia foi declarado dissolvido em uma reunião de ministros da Defesa e das Relações Exteriores dos países restantes do Pacto reunidos na Hungria. Em 1 de julho de 1991, em Praga, o presidente tchecoslovaco Václav Havel encerrou formalmente a Organização de Amizade, Cooperação e Assistência Mútua do Tratado de Varsóvia de 1955 e assim desmantelou o Tratado de Varsóvia após 36 anos de aliança militar com a URSS. A dissolução da própria União Soviética ocorreu em dezembro de 1991.

## Estrutura
A organização do Tratado de Varsóvia era dupla: o Comitê Consultivo Político tratava de assuntos políticos e o Comando Combinado das Forças Armadas do Pacto controlava as forças multinacionais designadas, com sede em Varsóvia, Polônia. Embora uma aliança de segurança coletiva aparentemente semelhante, o Pacto de Varsóvia diferia substancialmente da OTAN. De jure, os oito países membros do Pacto de Varsóvia prometeram a defesa mútua de qualquer membro que fosse atacado; as relações entre os signatários do tratado baseavam-se na não intervenção mútua nos assuntos internos dos países membros, no respeito à soberania nacional e na independência política.
No entanto, de facto, o pacto era um reflexo direto do autoritarismo e do domínio indiscutível da URSS sobre o Bloco Oriental, no contexto do chamado Império Soviético, que não era comparável ao dos Estados Unidos sobre o Bloco Ocidental. Todos os comandantes do Pacto de Varsóvia tinham que ser, e têm sido, oficiais superiores da União Soviética ao mesmo tempo e nomeados por um período de mandato não especificado: o Comandante Supremo das Forças Armadas Unificadas da Organização do Tratado de Varsóvia, que comandava e controlava todos os militares dos países membros, era também primeiro vice-Ministro da Defesa da URSS, e o Chefe do Estado-Maior Combinado das Forças Armadas Unificadas da Organização do Tratado de Varsóvia também era primeiro vice-Chefe do Estado-Maior Geral das Forças Armadas Soviéticas.
Apesar da hegemonia estadunidense (principalmente militar e econômica) sobre a OTAN, todas as decisões da Aliança do Atlântico Norte exigiam consenso unânime no Conselho do Atlântico Norte e a entrada dos países na aliança não estava sujeita à dominação, mas sim a um processo democrático natural. No Pacto de Varsóvia, pelo contrário, as decisões eram tomadas apenas pela União Soviética; os países do Pacto de Varsóvia não eram igualmente capazes de negociar sua entrada no pacto e nem a tomada de decisões.

### Romênia e Albânia

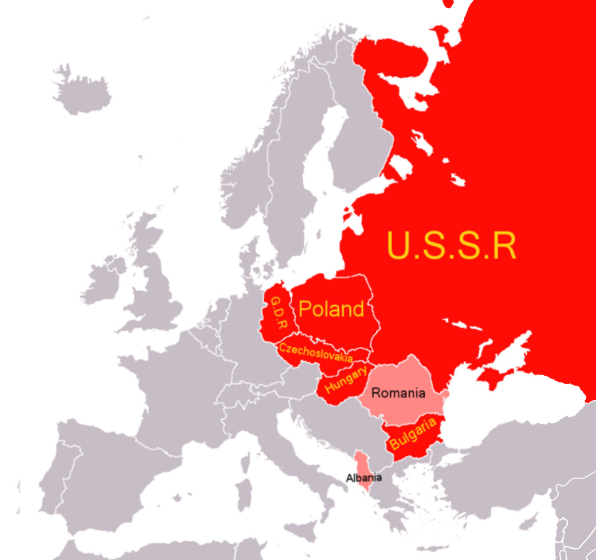
O Pacto de Varsóvia antes de sua invasão da Tchecoslováquia em 1968, mostrando a União Soviética e seus satélites (vermelho) e os dois membros independentes não soviéticos: Romênia e Albânia (rosa)

A Romênia e até 1968, a Albânia, eram exceções. Junto com a Iugoslávia, que rompeu com a União Soviética antes da criação do Pacto de Varsóvia, esses três países rejeitaram completamente a doutrina soviética formulada para o pacto. A Albânia deixou oficialmente a organização em 1968, em protesto contra a invasão da Tchecoslováquia. A Romênia tinha suas próprias razões para permanecer um membro formal do Pacto de Varsóvia, como o interesse de Nicolae Ceaușescu de preservar a ameaça de uma invasão do pacto para que ele pudesse se vender como nacionalista, bem como acesso privilegiado aos homólogos da OTAN e um assento na vários fóruns europeus que de outra forma ele não teria (por exemplo, a Romênia e o restante do Pacto de Varsóvia liderado pelos soviéticos formaram dois grupos distintos na elaboração do Ato Final de Helsinque). Quando Andrei Grechko assumiu o comando do Pacto de Varsóvia, tanto a Romênia quanto a Albânia, para todos os efeitos práticos, desertaram do pacto. No início da década de 1960, Grechko iniciou programas destinados a impedir que as heresias doutrinárias romenas se espalhassem para outros membros do Pacto. A doutrina de defesa territorial da Romênia ameaçava a unidade e a coesão do Pacto. Nenhum outro país conseguiu escapar do Pacto de Varsóvia como a Romênia e a Albânia. Por exemplo, os esteios dos tanques da Romênia eram modelos desenvolvidos localmente. As tropas soviéticas foram enviadas para a Romênia pela última vez em 1963, como parte de um exercício do Pacto de Varsóvia. Depois de 1964, o Exército Vermelho foi impedido de retornar à Romênia, pois o país se recusou a participar de exercícios conjuntos do pacto.

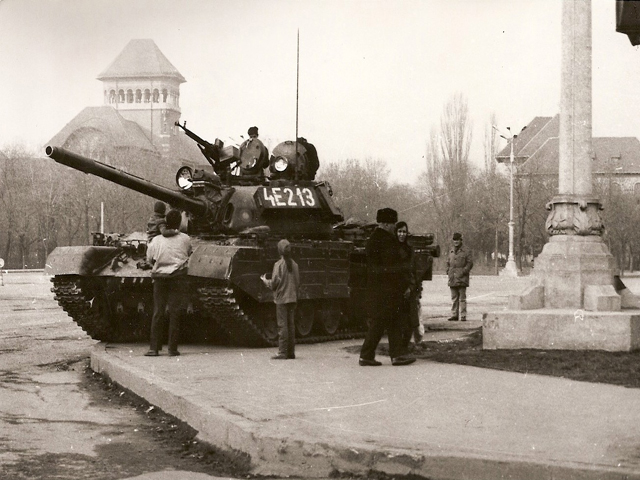
Um tanque romeno TR-85 em dezembro de 1989 (os tanques TR-85 e TR-580 da Romênia eram os únicos tanques não soviéticos no Pacto de Varsóvia em que restrições foram colocadas sob o Tratado CFE de 1990)

Mesmo antes do advento de Nicolae Ceaușescu, a Romênia era, de facto, um país independente, em oposição ao resto do Pacto de Varsóvia. Até certo ponto, era ainda mais independente do que Cuba (um Estado comunista que não era membro do Pacto de Varsóvia). O regime romeno era amplamente impermeável à influência política soviética e Ceaușescu foi o único oponente declarado da glasnost e da perestroika. Por causa da relação contenciosa entre Bucareste e Moscou, o Ocidente não responsabilizou a União Soviética pelas políticas seguidas por Bucareste. Não foi o caso de outros países da região, como Tchecoslováquia e Polônia. No início de 1990, o ministro das Relações Exteriores soviético, Eduard Shevardnadze, confirmou implicitamente a falta de influência soviética sobre a Romênia de Ceaușescu. Quando perguntado se fazia sentido para ele visitar a Romênia menos de duas semanas após a Revolução Romena, Shevardnadze insistiu que somente indo pessoalmente à Romênia ele poderia descobrir como "restaurar a influência soviética".
A Romênia solicitou e obteve a retirada completa do Exército Vermelho de seu território em 1958. A campanha romena pela independência culminou em 22 de abril de 1964, quando o Partido Comunista Romeno emitiu uma declaração proclamando que "todo partido marxista-leninista tem o direito soberano... de elaborar, escolher ou mudar as formas e métodos de construção socialista", que "não existe partido 'pai' e partido 'filho', nem partidos 'superiores' e 'subordinados', mas apenas a grande família de partidos comunistas e operários com direitos iguais" e também que "não há e não pode haver padrões e receitas únicas". Isso equivalia a uma declaração de independência política e ideológica de Moscou.

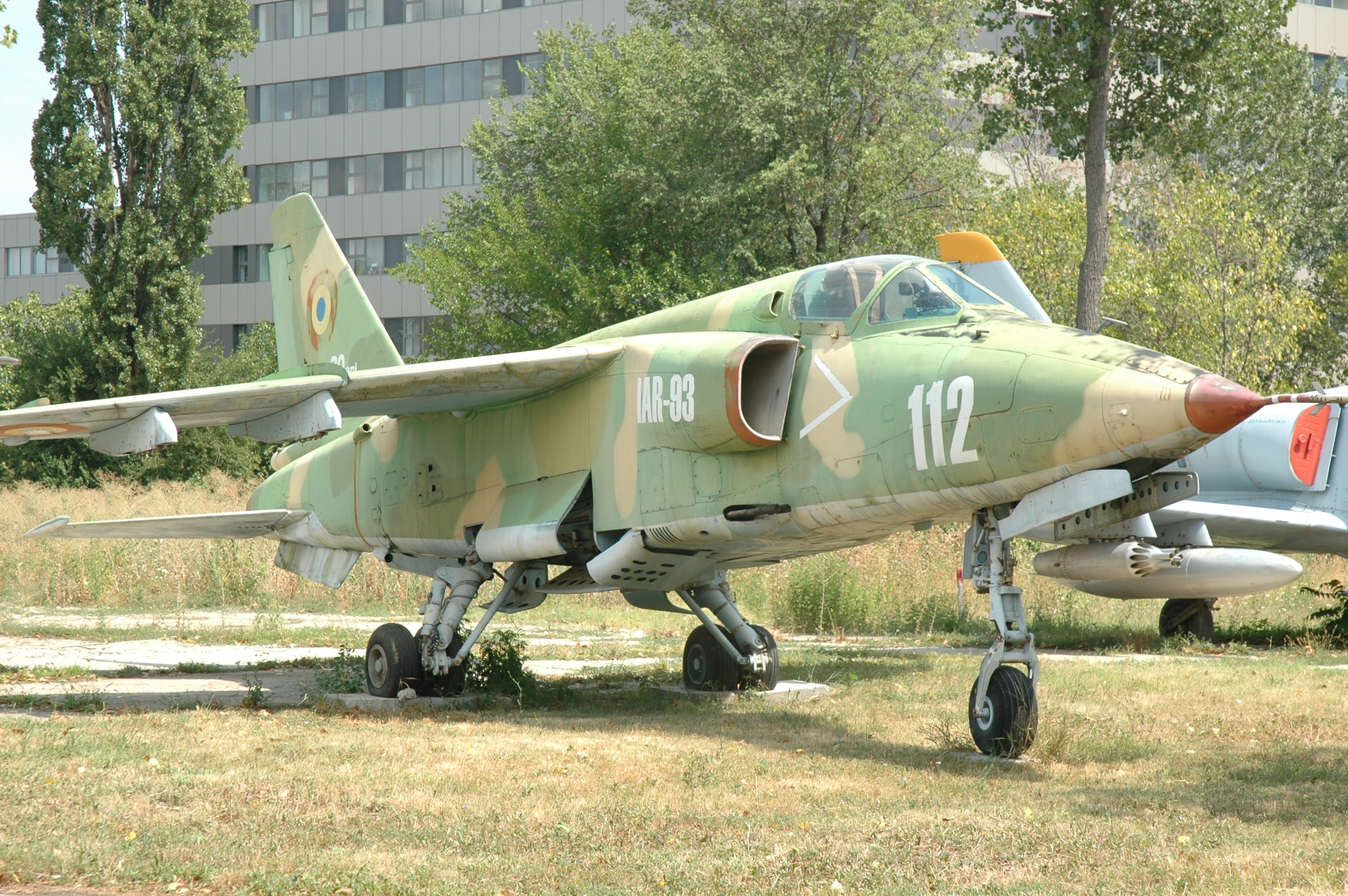
O romeno IAR-93 Vultur foi o único jato de combate projetado e construído por um membro não soviético do Pacto de Varsóvia

Após a retirada da Albânia do Pacto de Varsóvia, a Romênia permaneceu o único membro do Pacto com uma doutrina militar independente que negou o uso de suas forças armadas pela União Soviética e evitou a dependência absoluta de fontes soviéticas de equipamento militar. A Romênia era o único membro não soviético do pacto que não era obrigado a defender militarmente a União Soviética em caso de ataque armado. A Bulgária e a Romênia eram os únicos membros do Pacto de Varsóvia que não tinham tropas soviéticas estacionadas em seu território. Em dezembro de 1964, a Romênia tornou-se o único membro do pacto (exceto a Albânia, que deixaria a organização completamente dentro de quatro anos) do qual todos os conselheiros soviéticos foram retirados, incluindo os dos serviços de inteligência e segurança. Não só a Romênia não participou de operações conjuntas com a KGB, mas também criou "departamentos especializados em contra-espionagem anti-KGB".
A Romênia foi neutra durante a divisão sino-soviética. Sua neutralidade na disputa sino-soviética, além de ser o pequeno país comunista com maior influência nos assuntos globais, permitiu que a Romênia fosse reconhecida pelo mundo como a "terceira força" do mundo comunista. A independência da Romênia - conquistada no início dos anos 1960 por meio da liberação de seu status de satélite soviético - foi tolerada por Moscou porque a Romênia não fazia fronteira com a Cortina de Ferro - sendo cercada por Estados socialistas - e porque seu partido no poder não abandonaria o comunismo.
Embora certos historiadores, como Robert King e Dennis Deletant, argumentem contra o uso do termo "independente" para descrever as relações da Romênia com a União Soviética, favorecendo o termo "autonomia" por conta da participação contínua do país no Comecon e no Pacto de Varsóvia ao longo com seu compromisso com o socialismo, esta abordagem não explica por que a Romênia bloqueou em julho de 1963 a adesão da Mongólia ao Pacto de Varsóvia, por que a Romênia votou a favor de uma resolução da ONU para estabelecer uma zona livre de armas nucleares na América Latina em novembro de 1963 quando o outros países socialistas se abstiveram, ou por que em 1964 a Romênia se opôs à "forte resposta coletiva" proposta pelos soviéticos contra a China (e estes são exemplos apenas do período 1963-1964). A desinformação soviética tentou convencer o Ocidente de que o empoderamento de Ceaușescu era uma dissimulação em conivência com Moscou. Até certo ponto isso funcionou, pois alguns historiadores passaram a ver a mão de Moscou por trás de cada iniciativa romena. Por exemplo, quando a Romênia se tornou o único país do Leste Europeu a manter relações diplomáticas com Israel, alguns historiadores especularam que isso ocorreu por capricho de Moscou. No entanto, esta teoria falha após uma inspeção mais detalhada. Mesmo durante a Guerra Fria, alguns pensavam que as ações romenas foram feitas a mando dos soviéticos, mas a raiva soviética por essas ações era "persuasivamente genuína". Na verdade, os soviéticos não deixaram de se alinhar publicamente com o Ocidente contra os romenos às vezes.

## Estratégia
A estratégia por trás da formação do Pacto de Varsóvia era impulsionada pelo desejo da União Soviética de impedir que a Europa Central e Oriental fosse usada como base para seus inimigos. Sua política também foi impulsionada por razões ideológicas e geoestratégicas. Ideologicamente, a União Soviética se arrogou o direito de definir o socialismo e o comunismo no mundo e agir como líder do movimento socialista global. Um corolário disso era a necessidade de intervenção se um país parecesse estar violando as ideias socialistas centrais, explicitamente declaradas na Doutrina Brezhnev.

## Pós-Pacto de Varsóvia

Expansão da OTAN antes e depois do colapso do comunismo em toda a Europa Central e Oriental

Em 12 de março de 1999, a República Tcheca, a Hungria e a Polônia aderiram à OTAN; Bulgária, Estônia, Letônia, Lituânia, Romênia e Eslováquia aderiram em março de 2004; a Albânia aderiu em 1 de abril de 2009.
A Rússia e alguns outros estados pós-URSS aderiram à Organização do Tratado de Segurança Coletiva (CSTO) em 1992, ou os Cinco de Xangai em 1996, que foi renomeada para Organização de Cooperação de Xangai (SCO) após a adição do Uzbequistão em 2001. 
Em novembro de 2005, o governo polonês abriu seus arquivos do Tratado de Varsóvia para o Instituto de Memória Nacional, que publicou cerca de 1,3 mil documentos desclassificados em janeiro de 2006, mas o governo polonês reservou a publicação de 100 documentos, aguardando sua desclassificação militar. Eventualmente, 30 dos 100 documentos reservados foram publicados; 70 permaneceram secretos e inéditos. Entre os documentos publicados estava o plano de guerra nuclear do Tratado de Varsóvia, Sete Dias para o Rio Reno – uma invasão e captura curta e rápida da Áustria, Dinamarca, Alemanha e Países Baixos a leste do rio Reno, usando armas nucleares após um suposto primeiro ataque da OTAN.